# Starostwo kleszczelowskie
Starostwo kleszczelowskie – starostwo niegrodowe I Rzeczypospolitej na południowo-wschodnim krańcu ziemi bielskiej, w województwie podlaskim. 

## Geografia
W skład starostwa wchodziło miasto Kleszczele wraz z przedmieściami: Dobrą Wodą (Dobrowoda), Nurcem (Czeremcha-Wieś), Kosną (Dasze), Babiczami (Kuzawa) i Trubianką (wieś wymarła), oraz wsie Czochy (Czechy Orlańskie), Żarywiec (Dubicze Cerkiewne), Obychodnik (Grabowiec), Sucha Wola (Suchowolce), Jelonka i Ruda (Rutka). 
Na południu granica starostwa była jednocześnie granicą między województwami podlaskim i brzeskim. Od południowego wschodu graniczyło ono z powiatem kamienieckim, zaś od południowego zachodu z powiatem brzeskim. Wsie sąsiadujące ze starostwem na zachodzie (Żuki i Pohreby) należały do dóbr boćkowskich Sapiehów i (Rohacze) do Baków, na północnym zachodzie (Wólka, Kruhłe, Krasne Sioło) do dóbr Wahanowskich i (Saki) do Sakowskich, na północy do dóbr orlańskich Radziwiłłów. Na wschodzie, gdzie starostwo stykało się z Puszczą Kamieniecką  wsie Opaka Duża i Opaka Mała należały do dóbr Wierzchowicze panów Kopciów (Koptiów). 

## Starostowie kleszczelowscy
- 1568 - 1581 - Stanisław Chądzyński
- 1581 - koniec XVI wieku Piotr Chądzyński
- koniec wieku XVI - 1616 książę Janusz Aleksandrowicz Porycki
- 1616 - 1619 - książę Aleksander Aleksandrowicz Porycki
- 1619 - 1659 - starostowie nieznani z nazwiska
- 1659 - 1670 - Krzysztof Zygmunt Pac
- 1670 - 1677 - Jan Ignacy Leszczyński
- 1677 - 1699 - Aleksander Felicjan Cieszkowski
- 1699 - 1707 - Marcin Antoni Cieszkowski
- 1707 - 1709 - Aleksander Felicjan Cieszkowski
- 1709 - 1720 - Daniel Cieszkowski
- 1720 - 1737 - Ludwik Stanisław Cieszkowski
- 1737 - 1738 - Ignacy Cieszkowski
- 1738 - 1739 - Wasilewski
- 1739 - 1744 - Franciszek Jaruzelski
- 1744 - 1773 - Ignacy Cieszkowski
- 1773 - 1777 - S. Czarniecki, łowczy drohicki
- 1777 - 1794 - Florian Cieszkowski
- 1795 - likwidacja starostwa przez władze Prus.